# Psittacanthus peculiaris
Psittacanthus peculiaris är en tvåhjärtbladig växtart som beskrevs av A. C. Smith. Psittacanthus peculiaris ingår i släktet Psittacanthus och familjen Loranthaceae. Inga underarter finns listade i Catalogue of Life.